# Immanuel Romano
Emmanuelle ben Salomon din Roma (cunoscut și ca Immanuel Romano sau Manoello, în ebraică: עמנואל בן שלמה בן יקותיאל הצפרוני, "Immanuelben Salomon ben Yekouthiel HaTzafroni") (n. 1260, Roma, Statele Papale – d. 1328, Fermo, Marchia Anconitana, Statele Papale) a fost un poet, filolog și erudit evreu din Italia.
A fost prieten al lui Dante Alighieri.
Domeniul său de studiu nu a inclus numai religia iudaică, ci și științele (matematica, astronomia, medicina), filozofia și celelalte religii, studiind și filozofia creștină și cea islamică.
Ca limbi străine, cunoștea italiana, araba, latina și greaca.

## Opera
A scris atât în ebraică, cât și în italiană.
Lirica sa are un caracter meditativ asupra vieții spirituale și sociale a acelei epoci.
A introdus forme metrice spaniole și sonetul în poezia medievală ebraică italiană.
Cea mai cunoscută scriere a sa este Machberot, unde a utilizat specia arabă numită maqama.
A încercat să traducă Divina Comedie.